# Jada Stevens

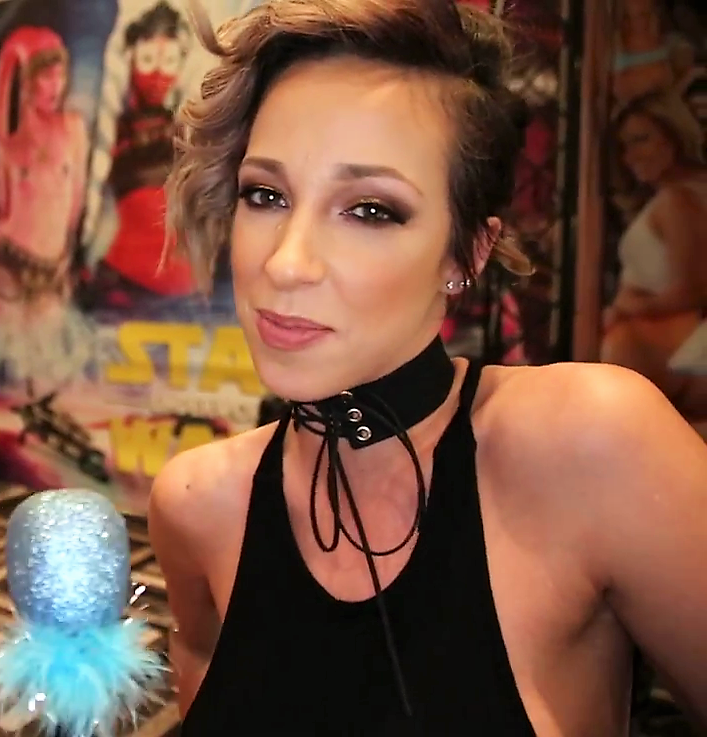
Jada Stevens bei der AVN Adult Entertainment Expo (2018)

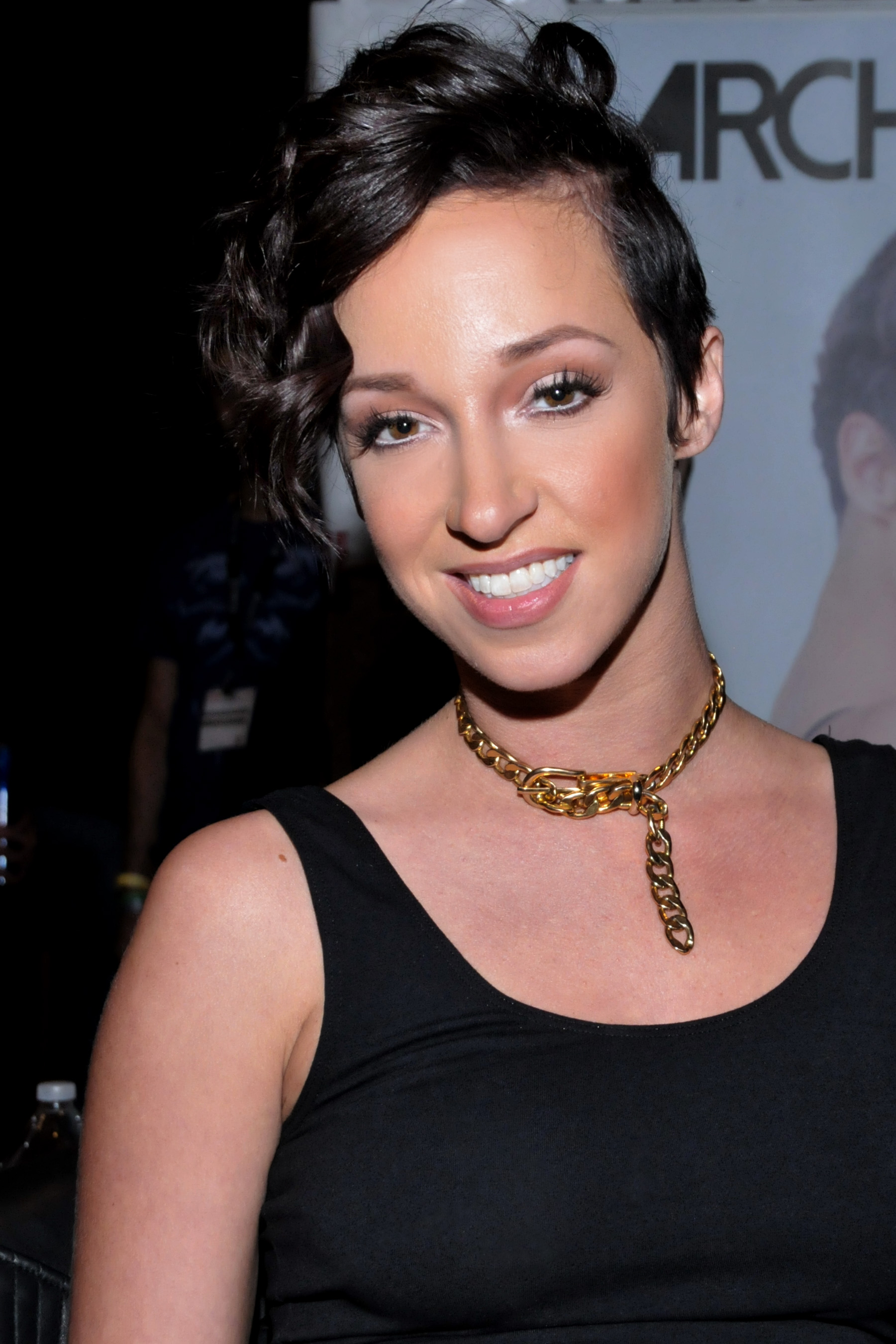
Jada Stevens bei der AVN Adult Entertainment Expo (2016)

Jada Stevens (* 4. Juli 1988 als Candace Jackson in Snellville, Georgia) ist eine US-amerikanische Pornodarstellerin.

## Leben
Als sie noch zur Schule ging, war Stevens ein Cheerleader. Sie arbeitete während der Schulzeit bei McDonald’s und wurde im Alter von 18 Jahren Stripperin. 2008 stieg sie ins Pornogeschäft ein. Eigenen Angaben zufolge erfolgte der Kontakt zur Branche durch ihre Freundin Bailey Brooks, welche ebenfalls Pornodarstellerin war. Gemäß der Internet Adult Film Database wirkte Stevens bereits in über 500 Szenen mit (Stand: Juli 2020). Sie gründete ihr eigenes Studio Jada Stevens Productions und führte 2021 zum ersten Mal Regie in Jada's Big Booty Obsession für Jules Jordan Video.

## Filmografie (Auswahl)
- 2008: Monster Curves 2
- 2009: Teens Like It Big 4
- 2010–2016: Battle of the Asses 3, 6
- 2011: Car Wash Girls 2
- 2011–2014: Lex the Impaler 7, 8
- 2011: Ass Worship 13
- 2011: Oil Overload 5
- 2011: Spandex Loads 2
- 2011: Mandingo Massacre
- 2011: POV Pervert 15
- 2011: Jerkoff Material 7
- 2011–2017: Big Wet Asses 20, 26
- 2012: Tanlines 1
- 2012; Jada Stevens Is Buttwoman
- 2012–2014: Ass Worship 14, 15
- 2012: Teens Like It Big 13
- 2012: A Ride Home
- 2012: Gangbanged 5
- 2012: Young & Glamorous 3
- 2013: Flesh Hunter 12
- 2013: Meow 3
- 2013–2020: Bang Bus 44, 77
- 2013: Internal Damnation 6
- 2013: Wet Asses 2
- 2013: Big Anal Asses 1
- 2013: Feeding Frenzy 11
- 2013: The Girlfriend Exchange
- 2014: Spandex Loads 9
- 2014: DP Me 2
- 2014: CFNM 1
- 2016: Quest
- 2016: Tonight’s Girlfriend 49
- 2017: Wet and Wild Asses 2
- 2017: Buttwoman vs Buttwoman
- 2018: Interracial Icon 8
- 2019: Monster Curves 36
- 2021: Anal Savages 7

## Auszeichnungen
- 2012: AVN Award für „Best Three-Way Sex Scene (G/G/B)“ (mit Kristina Rose und Nacho Vidal) in Ass Worship 13
- 2012: Urban X Award als „IR Star of the Year“
- 2013: Miss BangBros für „Best Ass in the Biz“[4]
- 2014: XRCO Award als „Orgasmic Analist“
- 2014: XBIZ Award für „Best Scene – Vignette Release“ (mit Kevin Moore) in The Hooker Experience
- 2016: XBIZ Award für „Best Sex Scene – All-Sex Release“ (mit Wesley Pipes) in Interracial and Anal
- 2019: Urban X Award als „Most Amazing Ass“